# Diego Rodríguez (matemático)
Diego Rodríguez (Atitalaquia, c.1596 - Ciudad de México, 1668) es uno de los personajes más importantes del periodo de ilustración científica que se vivió en el Virreinato de Nueva España en la segunda mitad del siglo XVII. Religioso mercedario, matemático, astrónomo e innovador tecnológico que tuvo gran influencia sobre la comunidad científica que apareció en ese periodo.

## Biografía
En 1613, ingresó como fraile a la orden de la Merced y en 1620 inició sus estudios astronómicos y matemáticos. Fue tan destacado que el claustro de la Universidad Real y Pontificia lo eligió para ocupar la primera Cátedra de Astronomía y Matemática, en 1637. En ella destacaría como unos de los personajes más importantes para el desarrollo de las Matemáticas en la Nueva España. Numerosos médicos, ingenieros y agrimensores fueron beneficiarios de sus modernas enseñanzas. Además, participó en muchas obras de ingeniería importantes para la Ciudad de México, como la construcción de los campanarios de la catedral o el gran desagüe que ayudó a prevenir las grandes inundaciones que ocurrían frecuentemente en la ciudad. 
El padre Rodríguez muestra en sus escritos una desvinculación de las ciencias exactas de la metafísica y la teología. La comunidad científica encabezada por él en México aceptó estos cambios radicales unos 30 años antes de que lo hicieran sus colegas españoles. Esta ventaja se debe, en parte, a que los libros de ciencia moderna provenientes de países protestantes, eran rechazados por los censores de España, por lo que los libreros, para no perder sus inversiones, los enviaban de contrabando a América. Melchor Pérez de Soto, miembro de la comunidad encabezada por Fray Diego y maestro mayor de obras de la catedral, sufrió un proceso inquisitorial gracias al cual llegó hasta nuestros días el catálogo de su biblioteca, con más de 1660 volúmenes; muchos de los cuales trataban sobre ciencia moderna de la Europa contemporánea, junto con muchos otros de contenido tradicional.
Fray Diego escribió numerosas obras, algunas de ellas verdaderas aportaciones revolucionarias a las matemáticas (como su extenso tratado sobre logaritmos), la astronomía y la ingeniería, además de tratados tecnológicos, como el que trata de la construcción de relojes precisos. Muchas de estas obras fueron desarrolladas para sus propios cursos en la universidad, otras fueron hechas para apoyar sus propias investigaciones, como el tratado para la predicción y medición exacta de los eclipses, que sería fundamental para el cálculo preciso de las posiciones geográficas (longitudes) ya que un eclipse permite sincronizar la hora en que se registró el suceso en distintos lugares geográficos. Esto y sus trabajos para el perfeccionamiento de los relojes le permitieron medir la posición de la Ciudad de México con una exactitud mayor que la que realizó siglo y medio más tarde y con mejores medios, Alejandro de Humboldt. Su notable alumno peruano y activo corresponsal, Francisco Ruiz Lozano, usó la misma técnica para medir la posición de su natal Lima, Perú. 
Es curioso que tantas y tan valiosas aportaciones de un solo personaje y sus alumnos no haya dejado mucha huella en la memoria histórica más allá de sus aplicaciones para las necesidades de la colonia. Sus métodos de cálculo de posiciones no fueron usados por los navegantes españoles, quienes habrían obtenido gran provecho de ellos. La mayoría de los escritos de fray Diego quedaron manuscritos. En la colonia era muy difícil imprimirlos, no solo por los altos costos sino porque ni siquiera existían los tipos especiales para, por ejemplo, la notación matemática de entonces, y sobre todo no había el mercado que lo justificara. Por esa razón algunos de estos manuscritos fueron enviados a España, pero allá no hubo mayor interés y fueron francamente desdeñados. A la muerte de fray Diego, en 1668, la mayor parte de sus manuscritos quedaron sepultados en la biblioteca de su orden y el resto se dispersaron en colecciones privadas